# Motocyklista

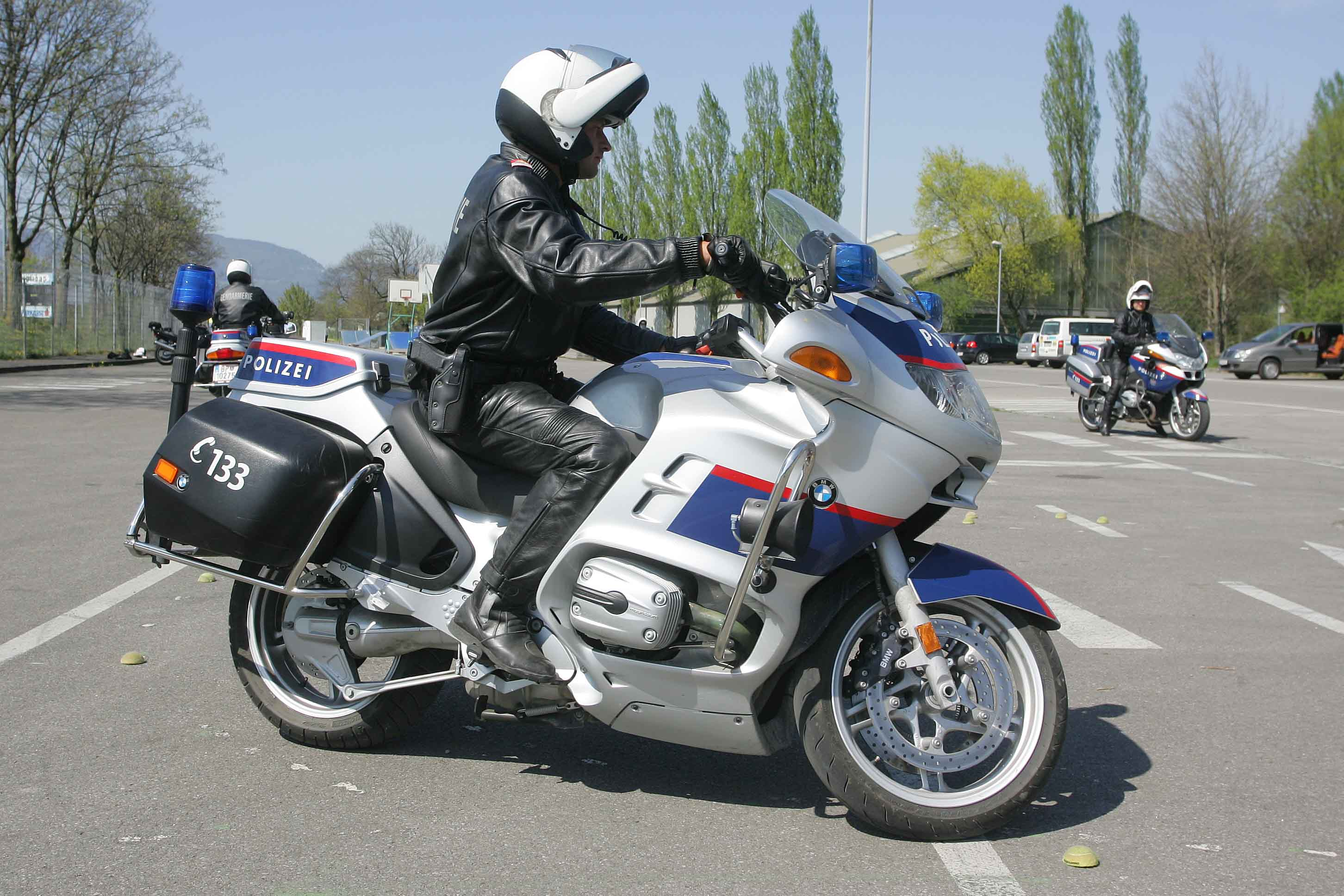
Austriacki policjant na motocyklu

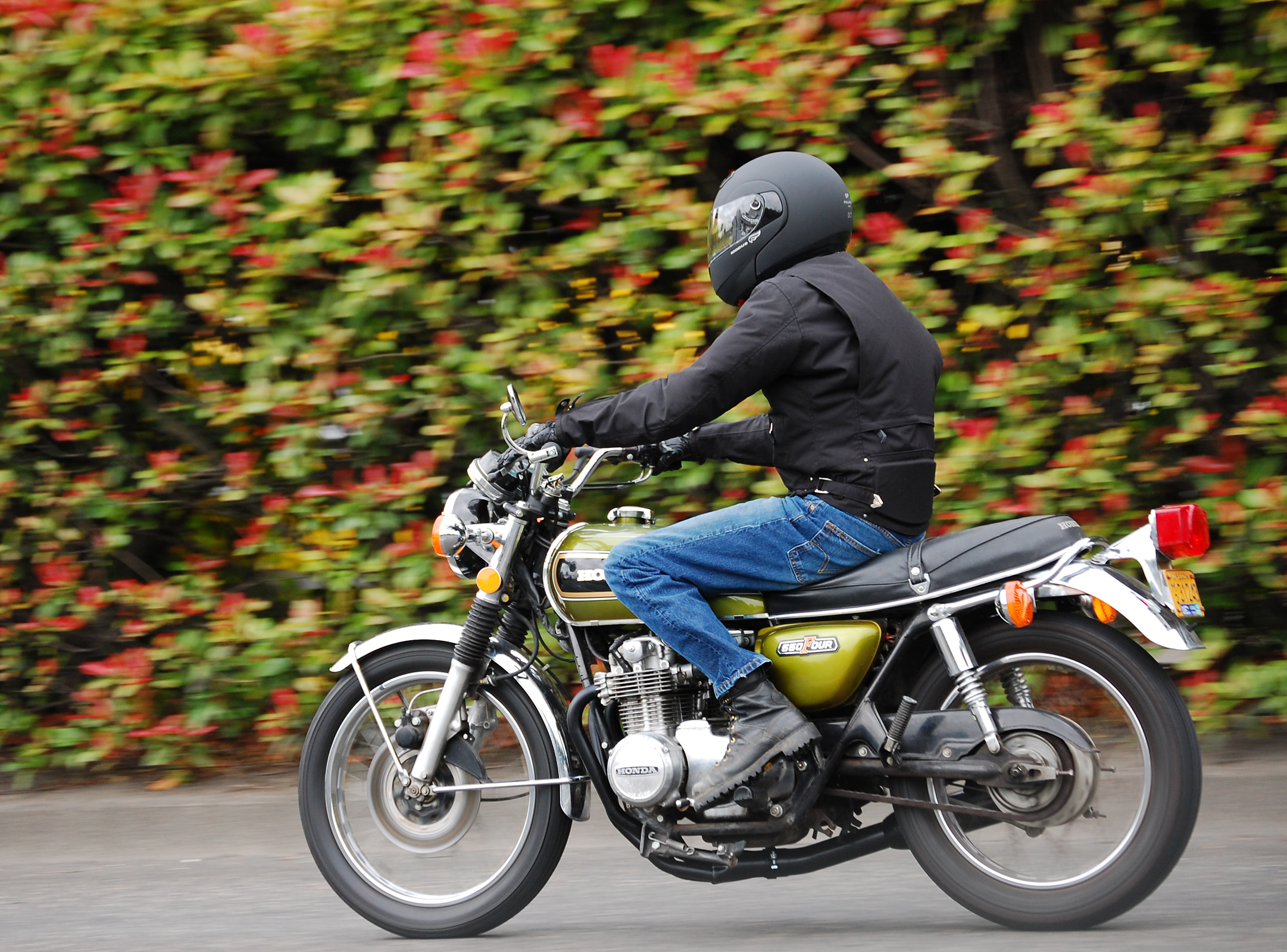
Motocyklista

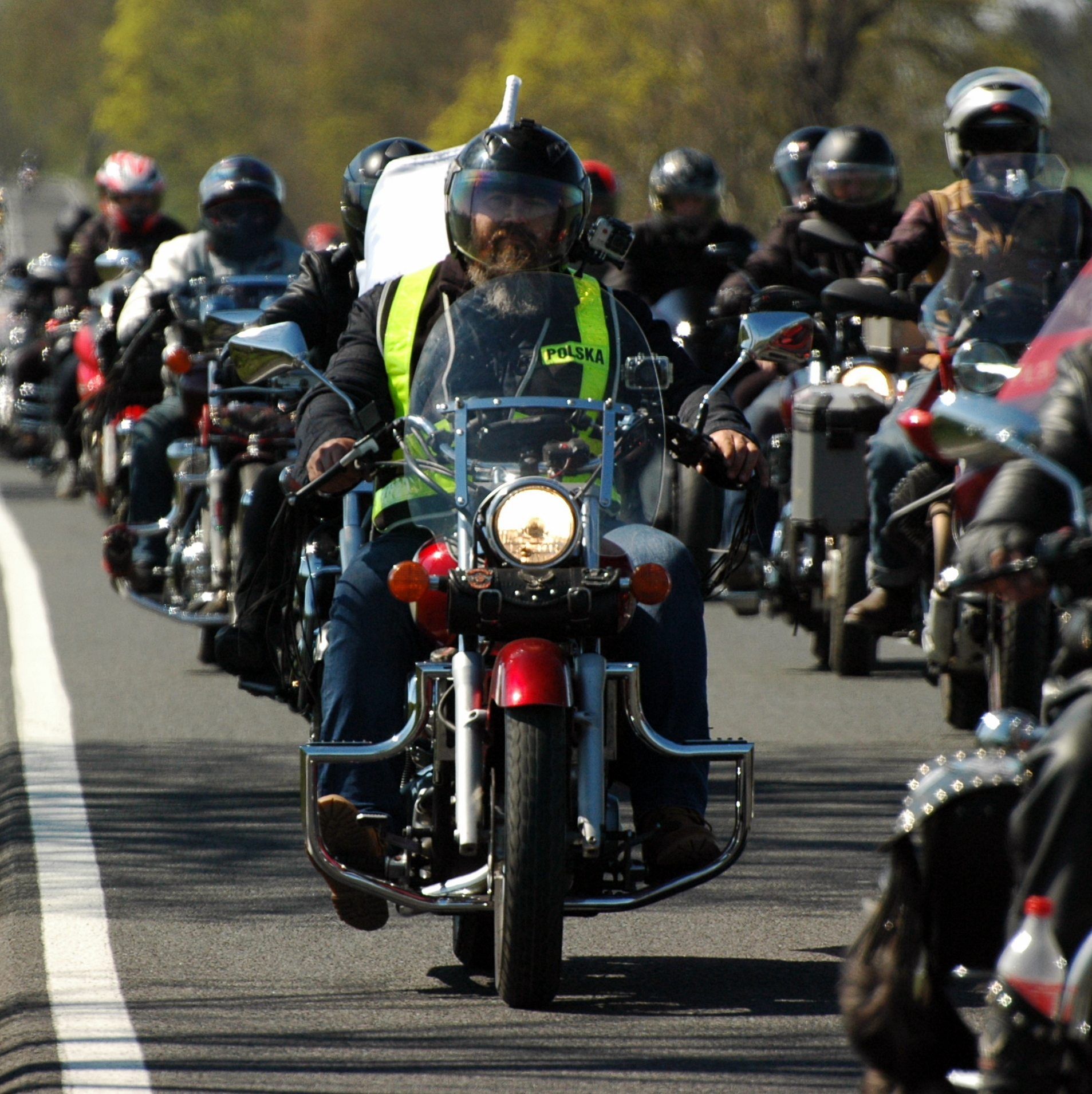
motocykliści

Motocyklista – osoba kierująca motocyklem, czyli pojazdem silnikowym jednośladowym lub dwuśladowym (z wózkiem bocznym) lub trójśladowym (trajka), który spełnia określone kryteria techniczne, posiadająca odpowiednie uprawnienia (prawo jazdy kategorii A lub jej podkategorii), poruszająca się po drogach publicznych.

## Kategorieprawa jazdywymagane dokierowaniamotocyklami
- A (wymagany wiek – 24 lat), lub
- A2 (wymagany wiek – 18 lat), albo
- A1 (wymagany wiek – 16 lat), lub
- B (pod warunkiem posiadania prawa jazdy kat. B minimum trzy lata i ograniczeniem do motocykli o pojemności skokowej silnika do 125 ccm, mocy nieprzekraczającej 11 kW i stosunku mocy do masy własnej nieprzekraczającym 0,1 kW/kg)
- AM (wymagany wiek 14 lat)

## Subkultura i krytyka
Niektórzy z motocyklistów należą do klubów lub innych organizacji zrzeszających motocyklistów oraz biorą udziały w licznych zlotach, tworząc w ten sposób pewną zamkniętą społeczność.
Grupy motocyklistów głównie dzielą się ze względu na obszar zamieszkania i typy motocykli, którymi poruszają się ich członkowie (kluby dla właścicieli chopperów, cruisersów itp.).
Właściciele motocykli sportowych bywają w języku potocznym nazywani dawcami organów, co nie jest do końca właściwym określeniem i wśród motocyklistów uważane jest za obraźliwe. Spowodowane jest to dużą liczbą wypadków, w jakich biorą udział motocykliści. Wypadki takie najczęściej kończą się śmiertelnie dla motocyklisty z powodu dużych prędkości, jakie mogą rozwinąć współczesne motocykle sportowe lub bardzo niskiego zabezpieczenia motocyklisty na motocyklu. Z tego powodu motocykliści nie są dobrymi dawcami narządów, ponieważ po wypadku organy nie nadają się do przeszczepu. Według statystyk policyjnych, w zdecydowanej większości wypadków z udziałem motocykla jest winny kierujący innym pojazdem.
W Stanach Zjednoczonych subkultura motocyklistów jest przedmiotem badań folklorystyki.